# 青木祐樹
青木 祐樹（あおき ゆうき、1992年2月23日 - ）は、ジャパンラグビーリーグワンクボタスピアーズ船橋・東京ベイに所属するラグビー選手。

## プロフィール
- 千葉県柏市出身。
- ポジションはロック(LO)、フランカー(FL)。
- 身長 188 cm、体重 105 kg
- ニックネームはＡＯ木、青木さん。
- U20日本代表候補に選ばれたことがある[1]。

## 来歴
高校からラグビーを始めた。
2010年、東洋大牛久高校卒業後、日本体育大学に入る。なお東洋大牛久高校時代、主将を務めたことがある。
2014年、日本体育大学卒業後、クボタスピアーズ(現・クボタスピアーズ船橋・東京ベイ)に加入。
2015年11月21日に行われたジャパンラグビートップリーグ第2節のサントリーサンゴリアス戦にて先発出場で公式戦初出場を果たす。